# تلزکم
latitudeتلزکمlongitudeتلزکم
تلزکم (به انگلیسی: Telscombe) یک شهرک در بریتانیا است که در انگلستان واقع شده‌است.

## خصوصیات
تلزکم ۴٫۷ کیلومترمربع مساحت و ۷٬۱۴۶ نفر جمعیت دارد.